# Leers

Leers este o comună în departamentul Nord, Franța. În 1 ianuarie 2022 avea o populație de 9.555 de locuitori.